# Eurytetranychus spathatus
Eurytetranychus spathatus är en spindeldjursart som beskrevs av Meyer 1974. Eurytetranychus spathatus ingår i släktet Eurytetranychus och familjen Tetranychidae. Inga underarter finns listade i Catalogue of Life.